# Schweizer Frauenblatt
Le Schweizer Frauenblatt (en français « magazine des femmes suisses ») est un hebdomadaire suisse alémanique édité de 1919 à 1990.

## Histoire
Le Schweizer Frauenblatt est fondé en 1919 à Aarau, dans le but est de sensibiliser le public à la situation sociale, économique et politique des femmes et de soutenir le suffrage féminin,.
Elisabeth Thommen en est la première rédactrice en chef en 1919-1921. Elle est licenciée en 1921, et l'hebdomadaire prend une ligne éditoriale moins radicale. Il devient l'organe de l'Alliance de sociétés féminines suisses de 1922 à 1964. Le Schweizer Frauenblatt est l'équivalent alémanique de la revue Mouvement féministe, fondée en Suisse romande en 1912 par Émilie Gourd.
Iris von Roten en est la rédactrice de 1943 à 1945.
Le magazine devient mensuel en 1974, puis modifie son nom en 1979 (Mir Fraue) et à nouveau en 1989 (Zeitspiegel der Frau). Il cesse définitivement de paraître en 1990.